# كأس إسكتلندا 1934–35
كأس اسكتلندا 1934–35 (بالإنجليزية: 1934–35 Scottish Cup)‏ هو موسم من كأس اسكتلندا. فاز فيه نادي رينجرز.